# Spinnarhaj
Spinnarhaj (Carcharhinus brevipinna) är en art i familjen gråhajar (Carcharhinidae). Den återfinns i de flesta varma hav. 

## Beskrivning
En slank haj med spetsig nos. Längden är normalt mellan 1,7 och 2,66 m, även om 3 m långa exemplar har påträffats, och vikten är vanligen inte större än 56 kg, med 90 kg som rekord. Färgen är grå till rödbrun med vit undersida och ett vagt, vitt band längs sidorna. Den andra ryggfenan, analfenan, undersidan av bröstfenorna och undre stjärtfenan har en svart eller grå topp hos vuxna individer men är nästan omarkerade hos små individer.

## Utbredning
Arten finns i de flesta varmtempererade till tropiska hav. I Atlanten finns den på västsidan från havet utanför Cape Cod i Massachusetts till utanför södra Brasilien, och på östsidan från Medelhavet till havet utanför Centralafrika. I Indiska oceanen förekommer den från sydafrikanska kusten till västra Australien. Från det senare landets väst- och nordkuster finns den i Stilla havet över Sydkinesiska havet till Oceanien.

## Ekologi
Habitatet är kontinentalhyllorna från ytan ner till omkring 100 m. Arten simmar gärna i flock. Födan består framför allt av pelagiska fiskar och blötdjur, även om bottenlevande djur också ingår i födan. Typiska födodjur är som Elops, sillfiskar, havsmalar, ödlefiskar, multfiskar, tonfiskar, bonito, havsgösfiskar, blåfisk, taggmakrillfiskar, Gerreidae, grymtfiskar, Cynoglossidae, rockor, sepialiknande bläckfiskar, tioarmade bläckfiskar och åttaarmade bläckfiskar. Arten har en ovanlig jaktmetod, där den simmar in i fiskstimmen medan den roterar kroppen; i samband med detta kan den också bryta havsytan i höga hopp.
Honorna blir könsmogna vid en längd av 1,7 till 2 m, medan hanarna blir det vid en längd mellan 1,6 och 2 m. Honorna föder mellan 3 och 15 levande ungar på en längd av 60 till 75 cm, där gulesäcken fungerar som en primitiv placenta. Ungarna uppehåller sig i kustnära vatten, även om de undviker vatten med alltför låg salthalt.